# 1843年逝世人物列表
下面是1843年逝世的知名人士列表。
1843年逝世人物列表：1月 - 2月 - 3月 - 4月 - 5月 - 6月 - 7月 - 8月 - 9月 - 10月 - 11月 - 12月

## 1月至6月

### 1月11日
- 安托萬·布農維爾，法國芭蕾舞演員、編舞家
- 弗朗西斯·斯科特·基（Francis Scott Key），《星條旗》的美國詞曲作者

### 2月13日
- 納撒尼爾·奇普曼，美國聯邦法官

### 2月26日
- 約翰·湯瑪斯·鐘斯，英國陸軍上將

### 3月3日
- 大衛·波特，美國海軍軍官

### 3月21日
- 瓜达卢佩·维多利亚，墨西哥第一任總統[1]
- 羅伯特·索西，英國詩人

### 3月25日
- 羅伯特·默里·姆切恩，蘇格蘭神職人員

### 3月27日
- 卡爾·薩洛莫·撒迦利亞·馮·林根塔爾，德國法學家

### 4月17日
- 撒母耳·莫雷，美國發明家

### 5月23日
- 皮埃爾·洛裡拉德二世，美國商人

### 5月28日
- 诺亚·韦伯斯特，美國詞典編纂者

### 6月1日
- 威廉·阿博特，英國演員

### 6月7日
- 弗里德里希·荷爾德林，德國作家[2]

## 7月至12月

### 7月2日
- 撒母耳·哈內曼，德國醫生

### 7月7日
- 約翰·福爾摩斯，美國政治家

### 7月14日
- 米格爾·德·阿拉瓦，西班牙士兵、政治家

### 7月22日
- 瑪麗-瑪德琳·拉切奈斯，海地事實上的政治家

### 7月25日
- 查爾斯·麥金托什，蘇格蘭化學家和防水織物的發明者[3]

### 8月
- Sequoyah，美洲原住民銀匠，切諾基音節的創造者

### 9月4日
- 伍秉鑒，中國商人，“世界首富”

### 9月11日
- 約瑟夫·尼科萊，法國地理學家

### 9月16日
- 以西結·哈特，加拿大企業家、政治家

### 10月6日
- 第一代阿盖尔公爵阿奇博尔德·坎贝尔，英國陸軍上將

### 10月18日
- 埃比尼澤·埃爾默，美國政治家

### 11月
- 埃絲特·利奇，英裔印度女演員和導演

### 11月10日
- 約翰·特朗布爾，美國畫家

### 12月12日
- 荷蘭國王威廉一世

### 12月18日
- 第一代林內多克男爵湯瑪斯·格雷厄姆，英國印度總督

## 日期不詳
- 艾瑪·簡·格陵蘭，英國畫家